# Miles Morales
Miles Gonzalo Morales és un personatge de ficció, un superheroi que apareix als còmics publicats per Marvel Comics. És un dels personatges coneguts com a Spider-Man, creat el 2011 per l'escriptor Brian Michael Bendis i l'artista Sara Pichelli, amb l'aportació de l'aleshores editor en cap de Marvel, Axel Alonso.
Miles Morales va aparèixer per primera vegada a Ultimate Fallout #4 (agost de 2011), després de la mort de Peter Parker. Fill adolescent de 13 anys d'un pare afroamericà i una mare porto-riquenya, és el segon Spider-Man que apareix a Ultimate Marvel, una marca amb una continuïtat separada de l'univers principal de Marvel anomenat Ultimate Universe. Va aparèixer a la sèrie de còmics Ultimate Comics: Spider-Man, i després que Marvel acabés amb la marca Ultimate el 2015, Miles es va convertir en un personatge de l'Univers principal de Marvel (Terra-616). El personatge no era el personatge principal de la sèrie de televisió animada Ultimate Spider-Man a Disney XD, però més tard es va afegir al repartiment principal, com a Kid Arachnid. El personatge és el protagonista de la pel·lícula d'animació guanyadora d'un Oscar del 2018 Spider-Man: Un nou univers, en la qual Shameik Moore li fa la veu, així com les seves seqüeles de 2023 i 2024.
La reacció al personatge va variar. Alguns, inclòs el cocreador de Spider-Man, Stan Lee, van aprovar la creació d'un model positiu per als nens de color. Altres van expressar el seu disgust per la substitució de Peter Parker, amb The Guardian, Fox News i Culture Map Houston informant que alguns fans van veure la decisió com un intent de Marvel Comics de mostrar la correcció política i que la introducció d'un Spider-Man minoritari va ser simplement un truc publicitari per atraure més lectors, fet que Alonso va negar. Alexandra Petri de The Washington Post va demanar que el personatge fos jutjat per la qualitat de les seves històries, que van obtenir crítiques positives.